# Chrysodeixis buchholzi
Chrysodeixis buchholzi är en fjärilsart som beskrevs av Carl Plötz 1880. Chrysodeixis buchholzi ingår i släktet Chrysodeixis och familjen nattflyn. Inga underarter finns listade i Catalogue of Life.